# Сталь, Никола де
Никола́ де Сталь (Николай Владимирович Сталь фон Гольштейн, фр. Nicolas de Staël; 5 января 1914[…], Санкт-Петербург — 16 марта 1955[…], Антиб) — французский живописец.

## Биография
Сын последнего помощника коменданта Петропавловской крепости, генерала русской армии, остзейского барона Владимира Ивановича Сталь фон Гольштейна (1853—1921), мать — Любовь Владимировна Бердникова (1875—1922). Был наследственным владельцем усадьбы в поселке Репное под Воронежем, ныне — объект культурного наследия регионального значения «Усадьба Сталь фон Гольштейна».
После революции семья была вынуждена в 1919 эмигрировать в Польшу. В 1921 умер его отец, в 1922 — мать. Николай был при посредничестве крестной матери усыновлен в 1922 семьёй бельгийских католиков. Вырос в многокультурной, многоязычной среде.
В 1932 поступил в Бельгийскую королевскую академию наук и искусств, открыл для себя Рембрандта, Вермеера, Хальса, Геркулеса Сегерса. Путешествовал по Европе, жил в Париже, Марокко, Алжире, Испании, Италии.
В 1936 первая выставка его работ, близких к традициям византийской иконописи, состоялась в Брюсселе.

## Творчество
В 1939 записался добровольцем в Иностранный легион, в 1941 был демобилизован. Жил в Ницце, где познакомился сХансом Арпом, Соней и Робером Делоне. Под их влиянием обратился в 1941 к абстрактному искусству и, пережив прежде влияние Сезанна, Матисса, Пикассо, Сутина, вполне самостоятельно синтезировал теперь выразительную нефигуративную манеру, параллельную поискам американского абстрактного экспрессионизма и французского ташизма. В 1943 вернулся в Париж, познакомился с Ж. Браком, в 1944 выставлялся вместе с В. Кандинским в галерее Жанны Бюше, на следующий год там состоялась его персональная экспозиция. В 1948 подружился с живущим в Париже художником немецкого происхождения Джонни Фридлендером. К де Сталю приходит известность, в начале 1950-х его узнают в США и Великобритании, он иллюстрирует книги стихов Рене Шара (1951), Пьера Лекюира (1954). Его палитра светлеет, он частично возвращается к фигуративности.

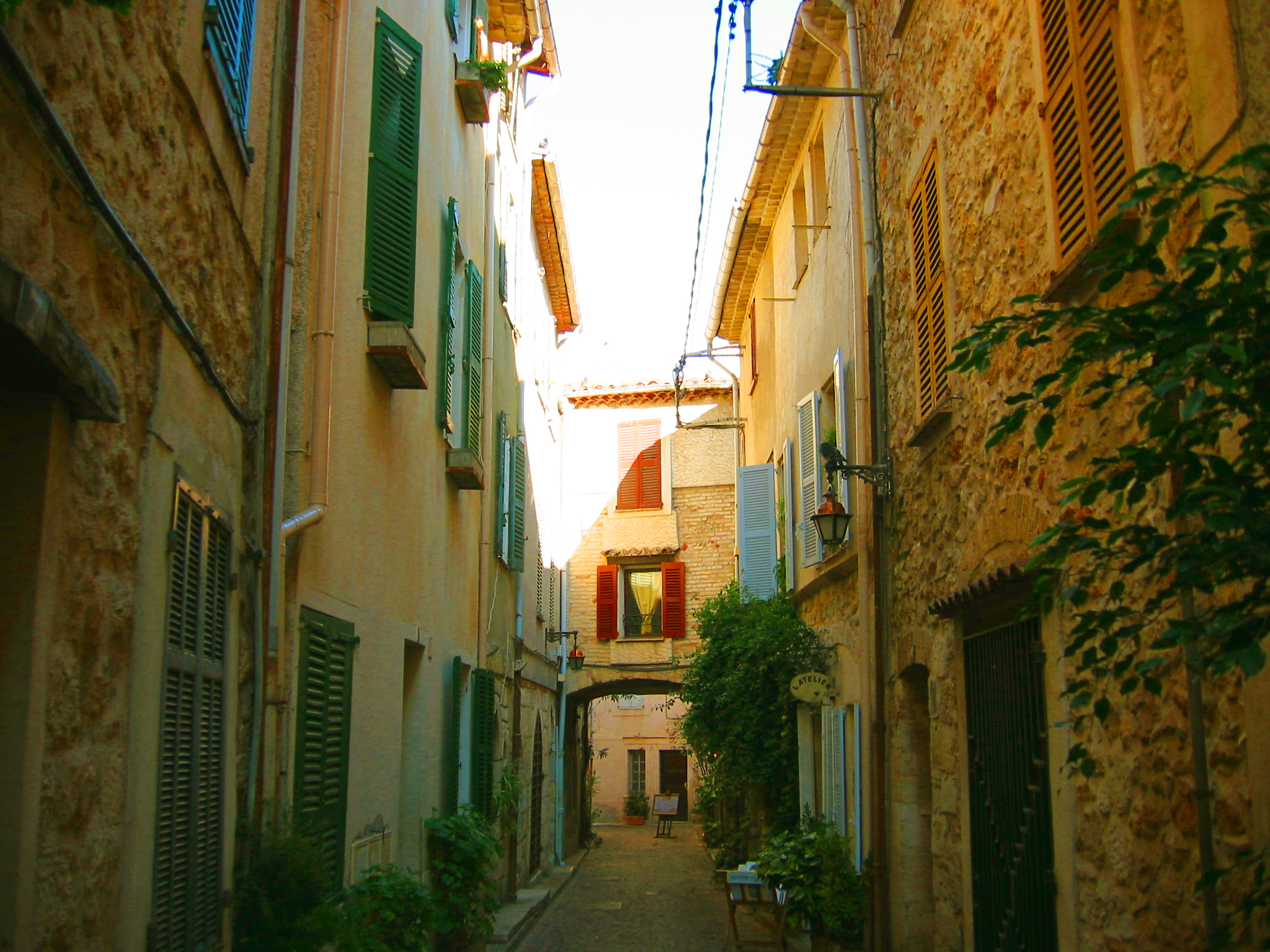
Антиб, улочка в старом городе

В 1953 переживает тяжелый нервный кризис и укрывается на юге Франции, в Провансе, где неожиданно кончает самоубийством, выбросившись из окна своей антибской мастерской. Он оставил незаконченным самое большое из своих полотен — «Концерт». Творческий путь художника уместился в пятнадцать лет, при этом от него осталось свыше 1000 работ.
В 2003 году 52 его картины были показаны на выставке в Государственном Эрмитаже.

## Влияние
Французский режиссер «Новой волны» Жан-Люк Годар называет Никола де Сталя непревзойденным художником. По словам режиссера, основные цвета — насыщенные красный, синий и желтый в фильме «Безумный Пьеро» являются цитатами и намеками на жизнь и работы де Сталя.

## Литература о художнике

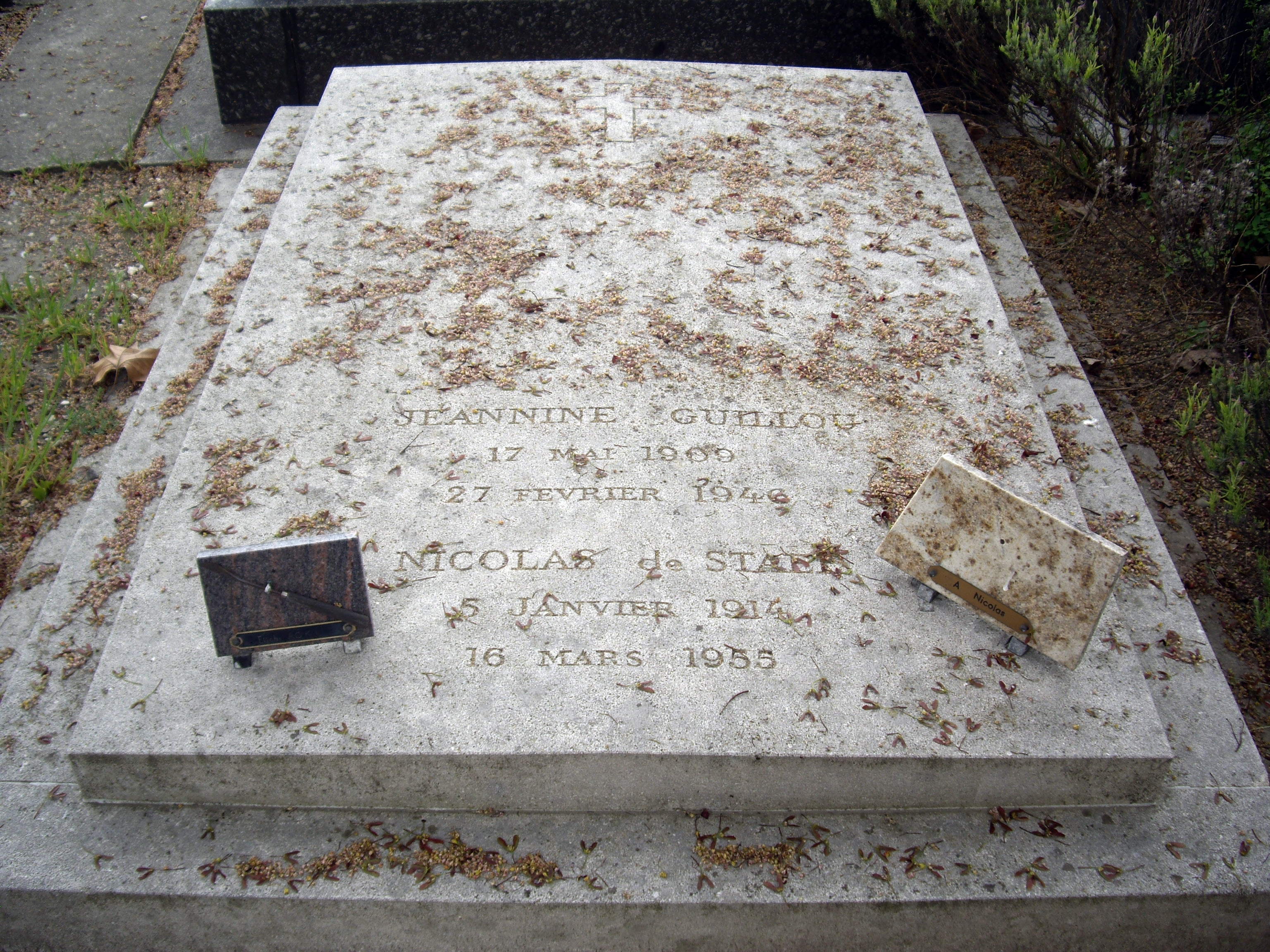
Могила художника.